# Gitana tenías que ser
Gitana tenías que ser es una película de comedia y romance hispano-mexicana de 1953, escrita y dirigida por Rafael Baledón, y protagonizada por Pedro Infante, Carmen Sevilla y Estrellita Castro.

## Argumento
Pastora de los Reyes (Carmen Sevilla) es una bellísima española que llega a México contratada para filmar una película. Al aeropuerto la recibirán los principales protagonistas, entre ellos está el hombre que hará de galán, Pablo Mendoza, (Pedro Infante) un mariachi poco conocido quien ha sido elegido para convertirlo en un nuevo ídolo. Automáticamente, ambos se caen mal y durante el rodaje suceden discusiones que van dando pasos a un profundo amor.

## Reparto
- Pedro Infante como Pablo Mendoza.
- Carmen Sevilla como Pastora de los Reyes.
- Estrellita Castro como Tía Paca.
- Ángel Garasa como Tío.
- Pedro de Aguillón como Chalío.
- José «El Ojón» Jasso como Tito del Valle.
- Florencio Castelló como Primo Tumbita.
- Carlos Múzquiz como Productor.
- Chula Prieto como Marta Avilés.
- Armando Calvo
- Eulalio González como Mariachi.
- Elvira Lodi como Maquillista.
- José Pardavé como Vendedor.
- José Pidal como Ingeniero sonido.
- Roberto G. Rivera como Mariachi.
- Ernesto Velázquez
- Hernán Vera como Dueño de la tasca.